# Trichothyrsa bicolorella
Trichothyrsa bicolorella is een vlinder uit de familie van de roestmotten (Heliodinidae). De wetenschappelijke naam van de soort is voor het eerst geldig gepubliceerd in 1902 door Sauber.